# Station Saint-Saviol
Station Saint-Saviol is een spoorwegstation in Saint-Saviol in de Franse gemeente Val-de-Comporté. Het wordt bediend door treinen van het netwerk TER Nouvelle-Aquitaine op het traject Poitiers - Angoulême.